# Looney Tunes Collector: Martian Alert!
Looney Tunes Collector: Martian Alert! (también abreviado como Alert!) es un videojuego del 2000, basado en la famosa franquicia de dibujos animados Looney Tunes y Merrie Melodies, para Game Boy Color y desarrollado por Infogrames.

## Sinopsis
Marvin el marciano está tratando desesperadamente de destruir la Tierra. Sin embargo, su fiel compañero, K-9, tiene graves problemas. Limpió el platillo volante para ayudar a su amo y, al hacerlo, arrojó accidentalmente a todos los marcianos instantáneos y las partes del teletransportador que quería utilizar para enviar una bomba que destruiría la Tierra. 
Bugs Bunny, mientras se dirigía a un lugar de vacaciones a Florida, escucha a Marvin regañar a K-9 sobre la trama. Los planes de vacaciones de Bugs tendrán que suspenderse, ya que primero debe salvar el mundo junto con la ayuda de otros Looney Tunes conocidos.

## Jugabilidad
Los jugadores controlan a Bugs (así como otros personajes) en un intento de evitar que Marvin destruya la Tierra. Este juego intenta recrear el aspecto "capturar y recoger" de los videojuegos The Legend of Zelda y Pokémon; por lo tanto, Bugs puede en cualquier momento llamar a cualquier personaje de Looney Tunes que haya obtenido en la batalla, o ponerlos a un uso por separado, como la natación del Pato Lucas o volar con la escoba de la Bruja Hazel.

## Recepción
IGN concedió al videojuego una puntuación de 9/10, considerándolo como uno de los videojuegos más divertidos y artísticamente logrados con música pegadiza de Game Boy Color por Infogrames, además de ser un buen ejemplo de un videojuego bajo licencia. El éxito de este videojuego llevó a la realización de una secuela llamada Looney Tunes Collector: Martian Revenge!, en el que intercambia los papeles del primer videojuego, teniendo como protagonista a Marvin el Marciano para vengarse de su derrota.